# علیجان علیجان‌پور
علیجان علیجان‌پور (زادۀ ۱۳۳۵ در مازندران) نگارگر ایرانی ساکن کانادا است.

## زندگی و تحصیل
علیجان‌پور سال ۱۳۳۵ در مازندران به دنیا آمد. به گفتۀ خودش در ۵ سالگی مشاهدۀ دو نقاش که در نزدیکی خانۀ آن‌ها مشغول کشیدن طرحی از رودخانه بودند، نخستین اثر را در زمینه‌ی هنر در او گذاشته است.
پس از آن در مدرسه هم این اشتیاق را دنبال کرد و آشنایی با کتاب رباعیات خیام او را به دنیای مینیاتور پیوند داد.
او در سن ۱۲ سالگی به تهران آمد و برای آموزش نگارگری نزد محمدعلی زاویه رفت. او سپس سبک نگارگری را نزد علی کریمی دنبال کرد و در دوران جوانی شاگرد محمود فرشچیان شد.
علیجان‌پور در سال 2000 به کانادا مهاجرت و گالری هنری ایرن را در این کشور تأسیس کرد که به ارائۀ آثار و آموزش در زمینۀ مینیاتور می‌پردازد.

## سبک هنری
علیجان علیجان‌پور تلاش می‌کند آثارش دارای مفهوم خاص خود باشند و با آموخته‌های خود از گذشتگان این عرصه، به دنبال اجرای سبک خودش در نگارگری ایرانی است.
از جمله آثار او که با همین دیدگاه اجرا شده‌اند می‌توان به مجموعۀ «سبک متحد» اشاره کرد که نگارگری را به ساده‌ترین شیوه و تنها با خطوط قلم‌گیری اجرا کرده است.
او اعتقاد دارد که هنر باید آزاد و رها از دیکته شدن‌ها و هنرمند باید آزاده باشد و مصلحت‌اندیشی را کنار بگذارد.
علیجان‌پور تا کنون نمایشگاه‌های گوناگونی در ایران و کشورهای مختلف مانند کانادا برگزار کرده است. از جمله آثار او می‌توان به «رقص در بهشت»، «خلوت»، «در گردش اسلیمی» و «الهه آفتاب» اشاره کرد.